# Gnathoncus
Gnathoncus (лат.) — род жуков-карапузиков из подсемейства Saprininae.

## Описание
Верх в явственной пунктировке. Передние голени с зубцами по наружному краю и с желобком для вкладывания лапки.

## Виды
Некоторые виды рода:
- Gnathoncus buyssoni Auzat, 1917
- Gnathoncus cerberus Auzat, 1923
- Gnathoncus communis (Marseul, 1862)
- Gnathoncus disjunctus
- Gnathoncus ibericus Yélamos, 1990
- Gnathoncus nannetensis (Marseul, 1862)
- Gnathoncus nidorum Stockmann, 1957
- Gnathoncus rotundatus (Kugelann, 1792)